# Aviapolis
Aviapolis är ett företagsområde i Vanda stad invid Helsingfors-Vanda flygplats i stadsdelen Skattmans. Aviapolis är också ett storområde inom Vanda stads administration som omfattar stadsdelarna Backas, Flygfältet, Rosendal, Skattmans, Vinikby och Övitsböle.
Aviapolis är huvudstadsregionens snabbast växande företagsområde. Området är ett centrum för internationell handel och är fortfarande till stora delar under uppförande. Enligt en undersökning av Kiinteistötalouden instituutti år 2005 var Aviapolis huvudstadsregionens populäraste företagsområde. Orsaken är det goda logistiska läget vid flygfältet och Ring III. Ringbanan, som togs i bruk 2015, har en underjordisk station i Aviapolis.